# Welcome (película)
Welcome es una película francesa del año 2009 dirigida por Philippe Lioret y protagonizada por Vincent Lindon y Firat Ayverdi. Retrata el drama de los inmigrantes que, intentando alcanzar el Reino Unido, quedan atrapados en Calais.
El largometraje se estrenó el 7 de febrero de 2009 en la sección Panorama del Festival Internacional de Cine de Berlín, donde recibió el Premio del Jurado Ecuménico y el premio Label Europa Cinemas.

## Argumento
Bilal es un joven de 17 años procedente del Kurdistán iraní que se ha marchado de su país con el objetivo de reencontrarse con su novia, Mina, la cual ha inmigrado a Inglaterra con su familia. El viaje de Bilal se detiene en la localidad francesa de Calais donde, ante la imposibilidad de acceder a Inglaterra escondido dentro de un camión, decide cruzar a nado el Canal de la Mancha. En la piscina municipal conoce a Simon, profesor de natación que aceptará entrenarlo para así impresionar a su esposa, de la que está divorciándose.

## Reparto
- Firat Ayverdi : Bilal, apodado le nageur.
- Vincent Lindon : Simon.
- Audrey Dana : Marion, esposa de Simon.
- Derya Ayverdi : Mina, novia de Bilal.
- Selim Akgül : Zoran.
- Firat Celik : Koban.
- Murat Subasi : Mirko.
- Yannick Renier : Alain, compañero de trabajo de Simon.
- Thierry Godard : Bruno, amigo de Marion.
- Patrick Ligardes : vecino de Simón.
- Olivier Rabourdin : teniente de policía.

## Producción
La película fue producida por Nord-Ouest Films, Studio 37, France Télévisions y Groupe Canal+ entre otras.
El rodaje se desarrolló principalmente en Paso de Calais y Londres.
Tras ser exhibida por primera vez en la Berlinale, la película tuvo su estreno comercial en Francia el 11 de marzo de 2009. Posteriormente fue estrenada en países de todo el mundo (Bélgica, Israel, China, Estados Unidos, Brasil, Sudáfrica, etc...), compaginando los estrenos con la participación en numerosos festivales (Karlovy Vary, Estambul, Seattle, Dubái, Viennale, etc...
La banda sonora incluye, además de la música original para la película de Nicola Piovani, varias piezas de Armand Amar y Wojciech Kilar.
La película recaudó más de 13.5 millones de dólares.

## Recepción
La recepción por parte de la crítica profesional fue bastante tibia. A pesar de algunas reseñas francamente positivas, sobre todo por las actuaciones, como la de V. A. Museto en New York Post («(...)esto se compensa con las excelentes actuaciones del veterano actor Vincent Lindon como el entrenador y el debutante Firat Ayverdi como el refugiado.») o la de Jay Weissberg en Variety («Aunque el tema de la inmigración ilegal no es nada nuevo en el cine francés, Welcome consigue que el público se preocupe profundamente por sus absorbentes personajes.»), la mayoría de críticas no son especialmente elogiosas como la de Antonio Trashorras en Fotogramas («Gustará, puede que mucho, al público que, obviando su frecuente recurso al cliché oportuno, asocia intención con fondo, fondo con emoción, emoción con veracidad, y veracidad con Arte.») o la de Javier Ocaña en El País («Lioret (...) prefiere el tono cercano, la identificación, la emoción persona a persona, antes que el tratamiento con visos de cine político. (...) tiene cierta tendencia al maniqueísmo y al trazo grueso.»).
En IMDb el largometraje obtiene una puntuación de 7.5/10 con más de siete mil votaciones del público. En Filmaffinity la puntuación es de 7.2/10 con 31 críticas profesionales y más de 3400 votos del público. En Metacritic obtiene un 61 de aprobación entre la crítica con siete reseñas. Y en Rotten Tomatoes obtiene un 87% entre la crítica con 30 reseñas, y un 86% entre el público con más de mil opiniones.

## Premios
* Fuente: Página de la película en IMDb. 
| Año  | Premio o festival                          | Categoría                                                | Nominado                                         | Resultado |
| ---- | ------------------------------------------ | -------------------------------------------------------- | ------------------------------------------------ | --------- |
| 2009 | Berlinale                                  | Label Europa Cinemas                                     | Philippe Lioret                                  | Ganadora  |
| 2009 | Berlinale                                  | Premio del Jurado Ecuménico                              | Philippe Lioret                                  | Ganadora  |
| 2009 | Festival Internacional de Cine de Gijón    | Premio al Mejor Guion                                    | Philippe Lioret,Emmanuel Courcol y Olivier Adam  | Ganadores |
| 2009 | Festival Internacional de Cine de Gijón    | Premio del Jurado Joven al Mejor Largometraje            | Philippe Lioret                                  | Ganador   |
| 2009 | Festival Internacional de Cine de Gijón    | Premio Principado de Asturias al Mejor Largometraje      | Philippe Lioret                                  | Nominado  |
| 2009 | Festival Internacional de Cine de Varsovia | Premio del público al mejor largometraje                 | Philippe Lioret                                  | Ganador   |
| 2009 | Festival Internacional de Cine de Durban   | Mejor dirección                                          | Philippe Lioret                                  | Ganador   |
| 2009 | Festival Internacional de Cine de Durban   | Mejor actor                                              | Firat Ayverdi                                    | Ganador   |
| 2009 | Premio del Público LUX al Cine Europeo     | Mejor película                                           | Philippe Lioret                                  | Ganador   |
| 2009 | Festival de Cine de Turín                  | Premio Maurizio Collino Mejor película sobre gente joven | Philippe Lioret                                  | Ganador   |
| 2010 | Anexo:Premios César 2010                   | Mejor película                                           | Philippe Lioret                                  | Nominada  |
| 2010 | Anexo:Premios César 2010                   | Mejor dirección                                          | Philippe Lioret                                  | Nominado  |
| 2010 | Anexo:Premios César 2010                   | Mejor actor                                              | Vincent Lindon                                   | Nominado  |
| 2010 | Anexo:Premios César 2010                   | Mejor actriz secundaria                                  | Audrey Dana                                      | Nominada  |
| 2010 | Anexo:Premios César 2010                   | Mejor revelación masculina                               | Firat Ayverdi                                    | Nominado  |
| 2010 | Anexo:Premios César 2010                   | Mejor guion original                                     | Philippe Lioret,Emmanuel Courcol y Olivier Adam  | Nominados |
| 2010 | Anexo:Premios César 2010                   | Mejor música original                                    | Nicola Piovani                                   | Nominado  |
| 2010 | Anexo:Premios César 2010                   | Mejor fotografía                                         | Laurent Dailland                                 | Nominado  |
| 2010 | Anexo:Premios César 2010                   | Mejor montaje                                            | Andrea Sedlàcková                                | Nominada  |
| 2010 | Anexo:Premios César 2010                   | Mejor sonido                                             | Pierre Mertens, Laurent Quaglio y Éric Tisserand | Nominados |
| 2010 | Globes de cristal                          | Mejor actor                                              | Vincent Lindon                                   | Nominado  |
| 2010 | Globes de cristal                          | Mejor película                                           | Philippe Lioret                                  | Nominado  |
| 2010 | Premios Lumières                           | Mejor película                                           | Philippe Lioret                                  | Ganador   |
| 2010 | Premios Lumières                           | Mejor actor                                              | Vincent Lindon                                   | Nominado  |
| 2010 | Premios Lumières                           | Mejor actor revelación                                   | Firat Ayverdi                                    | Nominado  |
| 2010 | Premios Lumières                           | Mejor guion                                              | Philippe Lioret,Emmanuel Courcol y Olivier Adam  | Nominados |
| 2010 | Premio David de Donatello                  | Mejor película europea                                   | Philippe Lioret                                  | Nominado  |